# Polizeidepartement
Die für die Polizei zuständigen Dienststellen werden in der Schweiz Polizeidepartement (so oft auf kommunaler Ebene) oder Polizeidirektion (so oft auf kantonaler Ebene) genannt. Ihnen zugeordnet sind aber häufig weitere Dienstzweige wie Militär, Feuerwehr oder Sanität. In einigen Kantonen werden sie darum auch Polizei- und Militärdepartement oder seit neuerem Sicherheitsdepartement genannt. Geführt werden sie auf kantonaler Ebene von einem Regierungs- oder Staatsrat (= kantonaler Minister), auf kommunaler Ebene von einem Stadt- oder Gemeinderat.
Auf eidgenössischer Ebene gibt es auch das Eidgenössische Justiz- und Polizeidepartement. Dieses wird durch einen Bundesrat (Minister) geführt.